# Taras Borovok
Taras Borovok (Oekraïens: Тарас Боровок), ook wel bekend als Taras (Тарас), is een Oekraïense kolonel, filmregisseur, filmproducent, zanger en componist. Zijn liedje Bayraktar, die hij kort na het begin van de Russische invasie in Oekraïne uitbracht, werd een internethit.

## Leven en carrière
Nadat Borovok in 2006 uit het Oekraïense leger was getreden werkte hij als televisiepresentator en filmproducent. Zijn leven veranderde drastisch nadat op 24 februari Rusland Oekraïne was binnengevallen en het Oekraïense leger hem opriep om te werken in het Communicatiecentrum van de Oekraïense Landmacht.